# Allerescha dubia
Allerescha dubia är en mossdjursart som beskrevs av Gordon 1989. Allerescha dubia ingår i släktet Allerescha och familjen Romancheinidae. Inga underarter finns listade i Catalogue of Life.